# Platichthys
Platichthys es un género de peces de la familia Pleuronectidae, del orden Pleuronectiformes. Este género marino fue descrito científicamente en 1854 por Charles Frédéric Girard.

## Especies
Especies reconocidas del género:
- Platichthys flesus (Linnaeus, 1758)
- Platichthys stellatus (Pallas, 1788)